# Cixidia slossoni
Cixidia slossoni är en insektsart som först beskrevs av Van Duzee 1908.  Cixidia slossoni ingår i släktet Cixidia och familjen vedstritar. Inga underarter finns listade i Catalogue of Life.